# Arhyssus scutatus
Arhyssus scutatus är en insektsart som först beskrevs av Carl Stål 1859.  Arhyssus scutatus ingår i släktet Arhyssus och familjen smalkantskinnbaggar. Inga underarter finns listade i Catalogue of Life.